# رون بست
رون بست (بالإنجليزية: Ron Best)‏ هو لاعب كرة قدم أسترالية وسياسي أسترالي، ولد في 3 أكتوبر 1949 في أستراليا. حزبياً، نشط في الحزب الوطني الأسترالي. وقد انتخب عضو المجلس التشريعي الفيكتوري عن دائرة المقاطعة الشمالية الغربية ‏ (1 أكتوبر 1988 – 29 نوفمبر 2002).

## وفاته
توفي في 14 أكتوبر 2020م، الموافق 27 صفر 1442هـ عن عمر 71 عامًا.